# Obo (Repubblica Centrafricana)
Obo è una subprefettura della Prefettura di Haut-Mbomou, nella Repubblica Centrafricana.  
Il suo capoluogo, dal nome omonimo, è la città africana più lontana dal mare, trovandosi a circa 45 km a sud est dal Polo africano dell'inaccessibilità ed a 1769 km dalla costa più vicina sull'Oceano Indiano.